# Champvans-les-Moulins
Champvans-les-Moulins is een gemeente in het Franse departement Doubs (regio Bourgogne-Franche-Comté) en telt 319 inwoners (2004). De plaats maakt deel uit van het arrondissement Besançon.

## Geografie
De oppervlakte van Champvans-les-Moulins bedraagt 2,5 km², de bevolkingsdichtheid is 127,6 inwoners per km².

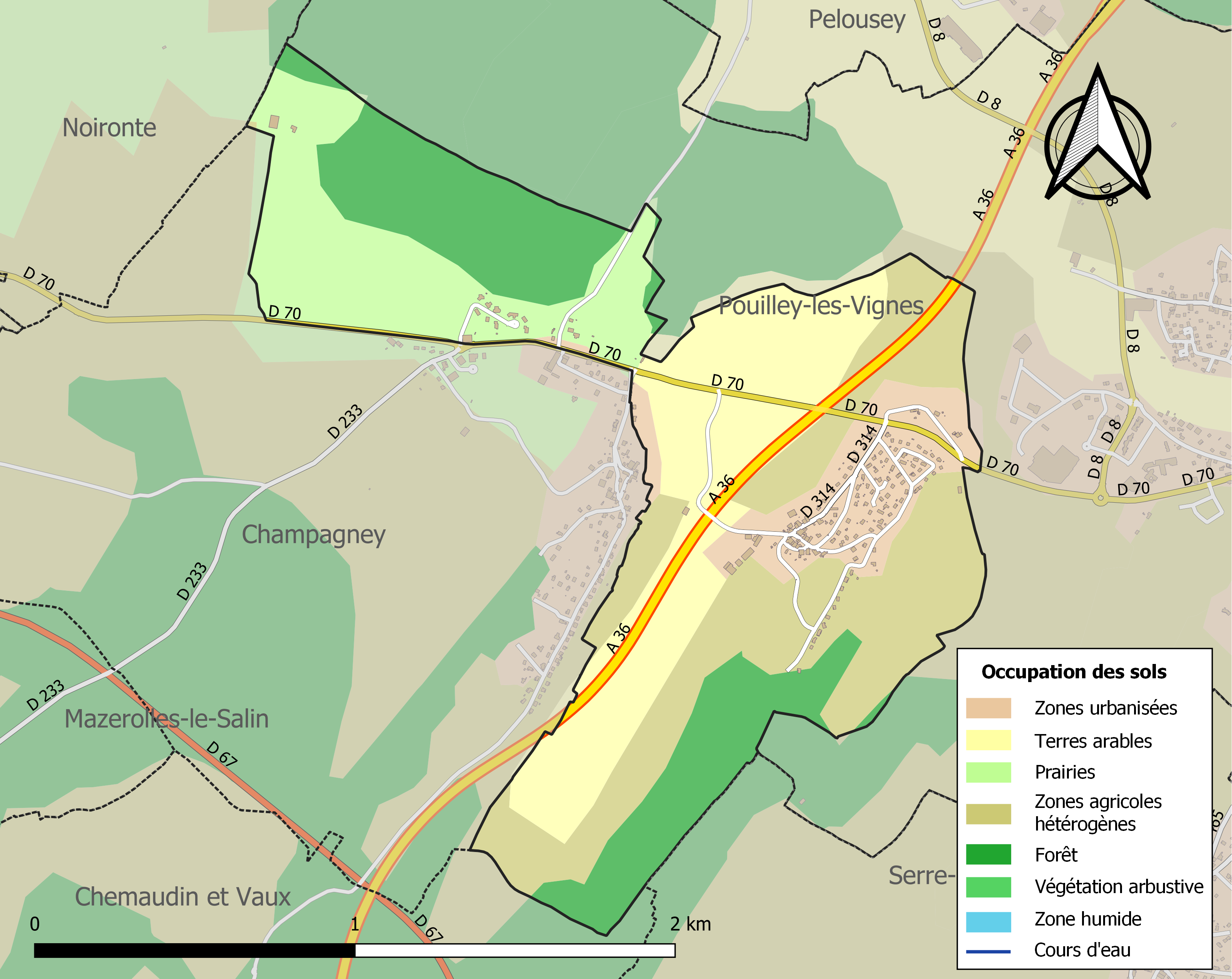
Kaart van de gemeente met de belangrijkste infrastructuur, bodemgebruik en omliggende gemeenten

## Demografie
Onderstaande figuur toont het verloop van het inwonertal (bron: INSEE-tellingen).